# Gangway
Gangway er en dansk indie gruppe, der blev dannet i København i 1982. Det var en af de første danske grupper, der fandt inspiration på den britiske indie-scene blandt grupper som The Cure, The Jam og Madness; for sidstnævntes vedkommende ikke mindst visuelt. I GADs musikleksikon kan læses, at "gruppens musik er elegant og melodiøs pop, ofte med et humoristisk islæt, underfundig i kompositorisk opbygning såvel metrisk som harmonisk."  Gruppens lyd har udviklet sig fra at være baseret i rock- og popmusik til også at hente inspiration i techno og dance.
Gruppen fik fra 1985 strammet det visuelle udtryk op i samarbejde med designeren Peter Ravn, som stod for alle pladeomslag, musikvideoer samt musikfilmen Gangway i Tyrol fra 1987. Gangway udgav deres to første album på det lille uafhængige københavnske pladeselskab Irmgardz. Deres største hits i Danmark er "My Girl and Me" fra 1986 og "Mountain Song" fra 1992, for hvilken de modtog en dansk Grammy.
Gruppen oplevede interesse fra flere udenlandske pladeselskaber og skrev også kontrakt i England flere gange. Det førte til positiv omtale og et mindre radiohit, men aldrig til et egentligt gennembrud.
Efter syv studiealbums blev Gangway opløst i 1998.
Gruppen annoncerede i 2017 en række comeback-koncerter i oktober samme år. I forbindelse med gendannelsen har gruppen meddelt, at de er i gang med at skrive nye sange til et nyt album.

## Historie

### De første år (1982–1983)
Gangway blev dannet i København i 1982 af Henrik Balling (guitar), Allan Jensen (vokal, bas) og Jan Christensen (trommer). Trioen debuterede i december 1982 under navnet Unforced Error og spillede på dette tidspunkt en tung og mørk nyrock i stil med The Cure og Echo & the Bunnymen. Gruppen skiftede i begyndelsen af 1983 navn til Gangway og spillede i løbet af året en række koncerter rundt omkring i Danmark med bands som Scatterbrain og svenske Twice a Man. Det medførte opmærksomhed fra det uafhængige pladeselskab Irmgardz, der tilbød Gangway at betale for studietid til en pladeindspilning.

### The TwistogSitting in the Park(1983–1987)
I december 1983 påbegyndte Gangway indspilningerne til deres første album i Hookfarm-studiet i København. Henrik Balling: "Vi indspillede "The Twist" på ti dage. Så glemte vi alt om den. [...] Så gik der et halvt år, og så ringede Irmgardz til os og sagde, at nu måtte vi kraftedeme tage at få lavet den plade færdig." Gorm Ravn-Jonsen var tiltrådt som keyboardspiller i begyndelsen af 1984 og i maj blev albummet færdiggjort. Gruppen havde i mellemtiden skrevet nyt materiale og udskiftede ældre sange med nye. Andre sange blev omarrangeret, da bandet var blevet trætte af den mørke stil. Balling: "Der var ikke meget af Echo & the Bunnymen tilbage. Det var mere en popmusik i stil med det, der var ved at ske på den engelske scene i de år." Utilfreds med de musikalske ændringer forlod Jan Christensen gruppen i august, hvorefter Gorm Ravn-Jonsen skiftede fra keyboards til trommer.
The Twist udkom endelig i november 1984 - næsten et år efter at indspilningerne begyndte. Albummet fik gode anmeldelser - også i engelske musikblade - og blev den første engelsksprogede LP fra Danmark, der solgte over 10.000 eksemplarer. Efter udgivelsen af The Twist tog Gangway på Danmarksturne, hvor koncerterne var velbesøgte med udsolgte huse flere steder.
I 1985 udkom de to singler "Out on the Rebound from Love" og "Once Bitten, Twice Shy", hvor sidstnævnte blev udnævnt til "Single of the Week" i det engelske musikmagasin New Musical Express. Gangway spillede samme år på årets Roskilde og Midtfyns Festival. Torben Johansen (keyboards, guitar) var i sidste halvdel af året blevet lønnet musiker i Gangway og medvirkede, da gruppen optrådte til den tv-transmitterede støttekoncert Rock for Afrika den 21. september i Idrætsparken i København.
"Once Bitten, Twice Shy" blev genindspillet, da gruppen i december gik i studiet med produceren Søren Wolff for at indspille album nummer to - nu med Torben Johansen som fast medlem. Sitting in the Park udkom i februar 1986 og vakte med sin britiskklingende popmusik opmærksomhed i både Danmark og England - ikke mindst takket være singlen "My Girl and Me". Albummet tog kun tre uger at indspille, fordi Irmgardz ikke kunne betale for mere studietid. Allan Jensen: "Folk tror, at vi altid gerne har villet lyde vældig minimalistiske og tresseragtige. Sandheden er, at det var den eneste lyd, der var råd til."
Gangway spillede for anden gang på Roskilde Festival og var på dette tidspunkt også et populært band til gymnasiefester. I juli tog gruppen 14 dage til Østrig for at optage den musikalske filmfarce Gangway i Tyrol, hvori der indgik sange fra Sitting in the Park. Den 45 minutter lange film havde premiere på DR i september 1987. I mellemtiden havde økonomiske problemer hos Irmgardz medført, at selskabet gik konkurs i marts 1987.

### Sitting in the Park (Again!)(1987–1989)
Sommeren 1987 skrev Gangway kontrakt med PolyGram Internationals engelske afdeling. Målsætningen var et gennembrud i England, hvor man flere gange havde udvist stor interesse for gruppen. Med den engelske producer David Motion genindspillede Gangway ni gamle numre og et enkelt nyt. Allan Jensen fortalte i 1988 til MM: "Den umiddelbart mest nærliggende løsning var da at genudsende pladen [Sitting in the Park]. Men vores tidligere pladeselskab stillede sig på bagbenene og nægtede at sælge originalbåndene. Så vi tænkte "Fuck it - vi indspiller påny!" [...] Pladen her er ikke beregnet på Danmark. Den vil naturligvis være tilgængelig i forretningerne herhjemme, men den skal ikke opfattes som Gangways nye LP." Sitting in the Park (Again!) blev indspillet i løbet af to måneder i Werner Studio i København og var Gangways første skridt mod en mere moderne og elektronisk lyd.
PolyGrams underafdeling London Records udsendte i 1988 den genindspillede "My Girl and Me" som første single. På trods af flittig airplay på BBC Radio 1 blev singlen nedprioriteret af pladeselskabet, der koncentrerede sig om dets mere succesfulde kunstnere. Torben Johansen: "PolyGram blev sure på London Records. Så blev de fornærmede, og vores manager - som ellers havde været en fed manager og havde skaffet os en god kontrakt - hidsede sig op på den forkerte måde, hvilket skabte endnu mere splid." PolyGram opgav England og forsøgte i stedet at lancere Gangway i Tyskland. "My Girl and Me" blev igen spillet flittigt i radioen, men gruppen kunne ikke mønstre den store entusiasme efter det fejlslagne Englandseventyr. Henrik Balling: "Vi sov i timen og fik heller ingen gevinst. Til sidst droppede vi ideen."
Sitting in the Park (Again!) blev udgivet i Danmark i juli 1988, efter at gruppen for tredje og sidste gang spillede på Roskilde Festival. Albummet udkom aldrig i England. Henrik Balling fortalte til Gaffa i 1991, "Den fik jo aldrig den store støtte fra Polygram. Sådan en plade kan overhovedet ikke fungere uden ordentlig opbakning, og desuden var der noget med en afdeling af Polygram, der blev nedlagt og al den slags. Vi kunne tydeligt mærke, at de hurtigt mistede interessen for os." Da kontrakten mellem Gangway og PolyGram ikke blev vedligeholdt, fordi Sitting in the Park (Again!) ikke udkom indenfor det fastsatte tidsrum, blev gruppen løst fra kontrakten.
Gruppen vendte tilbage til Danmark og måtte tage til takke med at optræde til halballer i Jylland, da de havde hårdt brug for pengene. "Vi var ude på en turne i 1989, hvor vi stadigvæk spillede de samme numre fra '85-86, og folk var ved at blive lidt trætte af det, og vi var ved at blive trætte. Det var meget ubehageligt at se, hvordan det var ved at smuldre - vi sad bare i vores øvelokale en gang imellem og øvede os. Mere skete der ikke. Til sidst blev det for meget, og vi begyndte at skændes", fortalte Henrik Balling. Træt af gruppens situation og de interne skænderier forlod Gorm Ravn-Jonsen gruppen i april 1989.

### The Quiet Boy Ate the Whole Cake(1990–1991)
I 1990 skrev de tre tilbageværende medlemmer kontrakt med det lille nystartede danske selskab Electra. Med David Motion som producer indspillede gruppen en række sange, som Henrik Balling havde skrevet siden Sitting in the Park. The Quiet Boy Ate the Whole Cake udkom i marts 1991 til positive anmeldelser. Albummet videreførte det elektroniske udtryk fra Sitting in the Park (Again!) med brug af sequencerprogrammering og tunge hiphop-trommer. Albummet nåede dog ikke rigtig at komme ud til publikum, da Electra ikke havde penge til at markedsføre det ordentligt. Henrik Balling: "Vi manglede en video meget hårdt - den blev først lavet et halvt år efter, at singlen var udsendt, og det er jo ikke en måde at lave det på."
I april 1991 tog Gangway på turne med Cai Bojsen-Møller (trommer) som nyt medlem. Han var blevet hentet ind under indspilningerne til albummet for at lave trommefills på enkelte numre. Det var den første turne, hvor gruppen gjorde brug af præ-indspillede bånd. Det skyldtes dels den mere elektroniske lyd på The Quiet Boy Ate the Whole Cake, og dels at Allan Jensen stoppede med at spille bas for at koncentrere sig om vokalen. Da kontrakten med Electra udløb i efteråret 1991, forlod Gangway selskabet, der gik konkurs kort tid efter.

### Happy Ever After,Optimism©ogThat's Life(1991–1998)
I slutningen af 1991 blev Gangway signet af Genlyd, der nu var en del af den verdensomspændende koncern BMG. Henrik Balling: "Nu har vi lige pludselig fået de samme muligheder, som alle de andre, der er blevet til noget, har. Det vil bl.a. sige, at der kommer en video samtidig med, at pladen kommer ud - altså at pladeselskabet har et budget til at gøre de ting, der skal til."
Samtidig blev gruppens fire første albums udgivet i Japan på det nystartede selskab Hammer Label. The Twist og Sitting in the Park indeholdt bonusnumre, hvoraf et enkelt - baseret på en gammel demoversion af "Yesterday, When I Was Drunk" - aldrig er blevet udgivet i Danmark. Opsamlings- og remixalbummet "Quiet Edit +" fra 1992 har ligeledes kun været tilgængelig på det japanske marked. Hammer Label blev oprettet med det ene formål at udgive Gangways musik i Japan. Gruppens tidligere producer David Motion havde arbejdet i Japan, "og mødte i den forbindelse nogle folk, der havde et producer-, lyddesign- og arrangørfirma, og de havde hørt Gangway på nogle plader, der var blevet eksporteret til Japan, og de kunne enormt godt lide det. De spurgte David, om Gangway ikke skulle udgives i Japan. Nej, det troede han ikke, men hvorfor gjorde de det ikke, svarede han. De tænkte lidt over det og begyndte så helt fra grunden med at slå op i telefonbogen for at finde ud af, hvor man fik trykt CDer og fik kontakt til en coverdesigner," fortalte Henrik Balling i 1992.
"Happy Ever After" blev indspillet i Easy Sound studiet i København med Henrik Balling som producer og udkom i september 1992. Albummet fik gode anmeldelser, og med singlen "Mountain Song" fik gruppen det længe ventede publikumsgennembrud. På den efterfølgende turne vendte Gangway tilbage til at spille så meget som muligt live og blev derfor udvidet med live-bassisten Halfdan E. Nielsen. Der blev dog stadig gjort brug af præ- rytmer og lyde. Gangway gav sin første koncert som kvintet i november 1992 og fortsatte med at spille live i næsten et år, hvor de trak fulde huse flere steder i landet. De gæstede DR's musikprogram 3773 Hitservice i slutningen af 1992, hvor de optrådte med en unplugged version af Kraftwerks "Autobahn". Fra maj 1993 deltog gruppen i den omrejsende festival Rock Tour, hvor de spillede et 40-minutters sæt. Her var Halfdan E. Nielsen afløst af Annette Bork (ex-Singing Zoo). Happy Ever After-turneen blev en af Gangways mest velbesøgte.
Ved musikbranchens Grammy-uddeling i februar 1993 vandt Gangway fire priser: Årets danske gruppe, årets danske rockudgivelse, årets danske musikvideo ("Mountain Song") og årets danske sangskriver (Henrik Balling). Happy Ever After har solgt 50.000 eksemplarer i Danmark og er dermed Gangways største kommercielle succes.
I 1993 medvirkede gruppen på Lars Muhl-hyldestalbummet From All Of Us... med en techno-version af sangen "Break or Bend". Henrik Balling producerede sammen med dancespecialisten Lasse "Illinton" Mosegaard (ex-Dr. Baker), og samarbejdet fortsatte på Gangways næste album Optimism© fra april 1994. Det var gruppens hidtil mest disco-inspirerede album, der samtidig var præget af tidens techno-rytmer. Anmeldelserne var lettere forbeholdne, og albummet nåede heller ikke op i nærheden af Happy Ever Afters 50.000 solgte eksemplarer. Optimism© har solgt 15.000 eksemplarer i Danmark.
Sidst på året tog Gangway på en turne, hvor Balling, Johansen og Bojsen-Møller alle spillede på keyboards, og hvor de gjorde brug af sequencere. Den visuelle del af koncerterne var en række bevidst dårlige lysbilleder, hvor motiverne bl.a. var bordben og tallerkener med slik. Koncerterne var så skrabede og enkle, at det fik en anmelder til at bruge betegnelsen "anti-koncerter". Det blev nogle "meget kedelige" og "mærkelige" koncerter ifølge Henrik Balling, "Man kunne også godt nogle gange se på publikum, at det syntes de også." I december 1994 var Gangway 10 dage i Japan for at spille fire koncerter. Gruppen lod sequencerne blive hjemme og spillede numre helt tilbage fra The Twist. Koncerterne forløb væsentligt bedre end de danske, og gruppen trak fulde huse i Tokyo to aftener i træk. Efter koncerterne i Japan forlod Cai Bojsen-Møller gruppen i december 1994 for at koncentrere sig om sit pladeselskab, Multiplex. Gangway fortsatte herefter som trio.
I 1995 indspillede gruppen for første gang et dansksproget nummer, "Butiksleg", til børnealbummet Tangokat. Gruppen producerede selv og Master Fatman medvirkede på gæstevokal.
Samme år blev Gangway kontaktet af Kasper Winding, der udtrykte begejstring for deres musik og tilbød at producere deres næste album. Kasper Winding: "Gangway ku' være blevet Pet Shop Boys eller Crowded House. De synger fuldstændig lige så godt og laver lige så gode numre." That's Life blev indspillet på to gange 14 dage i London i løbet af vinteren 1996. På Windings opfordring var lydbilledet denne gang mere enkelt og spartansk, og Allan Jensens stemme var hevet frem i forgrunden. Henrik Balling: "Det var det, han havde savnet ved vores forrige produktion, hvor enhver millimeter på båndet var proppet med en eller anden idé. [...] Denne gang er vi gået ud fra vokalen og melodien og har så sparet lidt på de gode ideer, så de gode ideer bliver rigtig gode. Her er luften og pauserne enormt vigtige."
Albummet udkom i september 1996, ledsaget af singlen "Come Back as a Dog". Singlen fik masser af airplay i radioen, og gruppen var fulde af forhåbninger, men til Gangways store skuffelse solgte That's Life kun 10.000 eksemplarer i Danmark og blev dermed det hidtil dårligst sælgende Gangway-album.
Med Jeppe Moesgaard på trommer begav Gangway sig i efteråret 1996 ud på en landsdækkende to-delt turne. Allan Jensen var begyndt at spille bas igen, og gruppen koncentrerede sig om at spille sange fra det nye album. Anmeldere og publikum var ikke begejstrede, og da gruppen genoptog turneen i april 1997 var det med en sætliste, der i højere grad tilgodeså bagkataloget. Turneen sluttede i Frederiksværk den 17. maj 1997, hvilket blev Gangways sidste koncert i 20 år.
Gruppens opløsning blev offentliggjort i september 1997 af musikbladet Gaffa, der som årsag angav den stadigt svigtende kommercielle succes. Uofficielt havde interne stridigheder også sin del af skylden.
Januar 1998 udkom opsamlingsalbummet Compendium Greatest Hits med 16 gamle og 2 nye numre. Gangways sidste optræden var i DR's musikprogram Musikbutikken, i marts 1998, hvor de optrådte med playback, ledsaget af gruppens tidligere trommeslager Gorm Ravn-Jonsen.

### Gendannelse ogWhatever It Is(2017–nu)
I april 2017 meddelte Gangway, at gruppen var blevet gendannet, og i oktober samme år spillede de en række comeback-koncerter i København, Aarhus og Aalborg samt en opvarmningskoncert i Roskilde. Ud over Allan Jensen, Henrik Balling og Torben Johansen var gruppen udvidet med livemusikerne Carl-Erik Riestra Rasmussen (bas, ex-Ginger Ninja), René Munk Thalund (keyboards, Nephew) og Janus Nevel Ringsted (trommer, ex-Spleen United). Ved de fleste af koncerterne gæstede Gorm Ravn-Jonsen på percussion.
Allan Jensen fortalte til Politiken i oktober 2017, "I årenes løb er vi mange gange blevet opfordret til, at vi skulle finde sammen igen, men det har ikke passet. Normalt ville Henrik og jeg takke nej med det samme." Ifølge Henrik Balling begyndte gruppens tre medlemmer i 2015 "at mødes til noget, der minder lidt om en julefrokost. [...] og vi har talt om at prøve at fortsætte karrieren og lave et nyt album og tage på turne." Hvis gruppen skulle spille sammen igen, skulle de udgive ny musik," fortalte Allan Jensen, "Vi vil ikke være kendt som et hyggerevivalband."
I juni 2018 udkom singlen "Colourful Combinations", der 9. november 2018 blev efterfulgt af singlen "Don't Want to Go Home", oprindelig udgivet af Henrik Ballings projekt The Quiet Boy i 2014.
5. april 2019 udgav Gangway albummet Whatever It Is, deres første studiealbum i 23 år. Ekstrabladet, Politiken og GAFFA gav alle albummet fire ud af seks stjerner, mens Jyllands-Posten tildelte albummet fem ud af seks stjerner. På albummet medvirker Riestra Rasmussen, Munk Thalund og Nevel Ringsted, som nu var blevet gruppens faste livemusikere. Albummet blev efterfulgt af en forårs- og efterårsturné.
Gruppen udgav i juli 2020 en ny single, "Married", og turnerede i december samme år. Det blev også til enkelte koncerter i 2021 og 2022, deriblandt opvarmning for Pet Shop Boys i juni 2021 på Paradepladsen i Viborg.
I anledning af 30-års jubilæet for Happy Ever After opførte Gangway albummet ved to koncerter i henholdsvis DR Koncerthuset og Musikhuset Aarhus i november 2023. Ved koncerten i København gæstede Cai Bojsen-Møller på trommer og tamburin samt Lene Eriksen på bas og kor. Sidstnævnte gæstede også i Aarhus.

## Priser
1993 Danish Music Awards for:
- Årets Danske Gruppe
- Årets Danske Rock Udgivelse – Happy Ever After
- Årets Danske Musikvideo – "Mountain Song"
- Årets Danske Sangskriver – Henrik Balling

## Diskografi

### Albums
- The Twist (1984, Irmgardz)
- Sitting in the Park (1986, Irmgardz)
- Sitting in the Park (Again!) (1988, PolyGram)
- The Quiet Boy Ate the Whole Cake (1991, Electra)
- Happy Ever After (1992, BMG)
- Optimism© (1994, BMG)
- That's Life (1996, BMG)
- Whatever It Is (2019, RCA/Sony Music)

### Livealbums
- Never Say Goodbye (2001, HAL) (Japansk uofficiel udgivelse)

### Opsamlinger
- Quiet Edit + (1992, Hammer Label) (Japansk udgivelse)
- Compendium Greatest Hits (1998, BMG)
- Re-Master Piecies (2002, Hammer Label) (Japansk udgivelse)

### Singler
- "Out on the Rebound from Love" (1985, Irmgardz) 7"
- "Once Bitten, Twice Shy" (1985, Irmgardz) 7"
- "Once Bitten, Twice Shy" (1986, Irmgardz UK) 7"
- "My Girl and Me" (1986, Irmgardz) 7", 12"
- "My Girl and Me" (1988 version) (1988, PolyGram) 7", 12", CD-single
- "Here's My House" (1988, PolyGram) 7" promo
- "Biology" (1991, Electra) CD-promosingle
- "Going Away" (1991, Electra) 12"
- "Didn't I Make You Laugh" (Radio Edit) (1992, BMG) CD-single
- "Mountain Song" (1992, BMG) CD-single
- "Never Say Goodbye" (Single Guitar Mix) (1993, BMG) CD-single
- "Once in a While" (1993, BMG) CD-single
- "Everything Seems to Go My Way" (1994, BMG) CD-single
- "Steady Income" (Illinton Mix) (1994, BMG) 12" promo
- "Steady Income" (Radio Edit) (1994, BMG) CD-single
- "Sycamore Sundays" (1994, BMG) CD-single
- "Come Back as a Dog" (1996, BMG) CD-single
- "Why Do I Miss You" (1997, BMG) CD-single
- "Goodbye" (1998, BMG) CD-promosingle
- "My Girl and Me" (1988 version) / Mountain Song (1998, BMG) CD-promosingle
- "Colourful Combinations" (2018, RCA/Sony Music) digital download
- "Don't Want to Go Home" (2018, RCA/Sony Music) digital download/streaming
- "Confident and Ordinary" (2019, RCA/Sony Music) digital download
- "See If I Care" (2019, RCA/Sony Music) digital download
- "Married" (2020, Bridge) digital download

### Andre optrædener
- From All of Us... (1993, Pladecompagniet) – "Break or Bend"
- Tangokat (1995, Sony) – "Butiksleg"[32]